# Gibanica

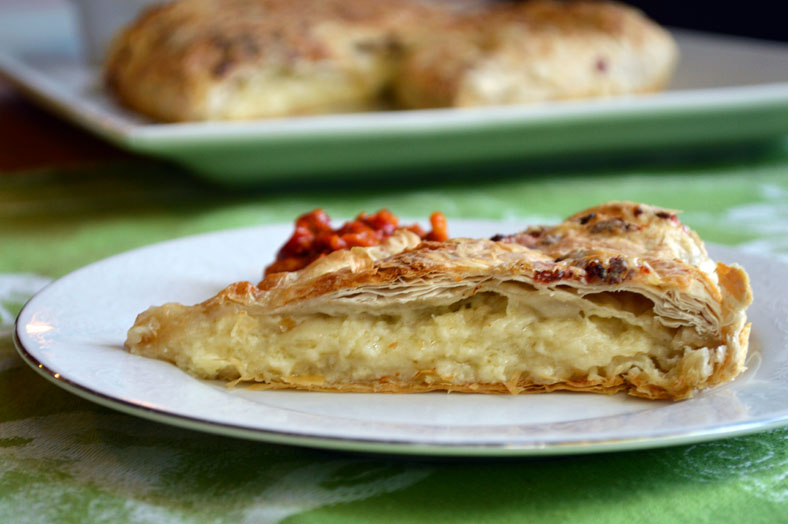
Gibanica

Een gibanica is een van bladerdeeg gemaakt, gelaagd gebakje. De gibanica werd beschreven in 1818 door Vuk Karadžić. Het komt oorspronkelijk uit Servië maar heeft zich over de gehele Balkan verspreid.
De gibanica wordt gevuld met zachte kaas. Er zijn ook varianten met vlees, ui, aardappelen en spinazie.
Kroatië en Slovenië hebben hun eigen versies:
- Zo is er de Međimurska gibanica uit Međimurje, de meest noordelijke provincie van Kroatië. Dit gebakje wordt gevuld met walnoten, kwark, blauwmaanzaad en appel.
- De Prekmurska gibanica komt uit Prekmurje in Slovenië en heeft een uitgebreider recept. Deze werd in 1828 voor het eerst beschreven door József Kossics.

Verder is er nog de chetnik gibanica, deze werd tijdens de Tweede Wereldoorlog gegeten door de četniks en werd gemaakt van allerlei ingrediënten en gekookt in een bolvormige broodpan, de sač.